# Кантунилькин
Кантунильки́н (исп. Kantunilkín) — небольшой город в Мексике, штат Кинтана-Роо, входит в состав муниципалитета Ласаро-Карденас и является его административным центром. Численность населения, по данным переписи 2020 года, составила 8135 человек.

## Общие сведения
Название Kantunilkín с майянского языка можно перевести как — жёлтый солнечный камень.
До 1850 года поселение располагалось несколько восточнее, но во время Юкатанской войны рас местные жители решили переселиться из-за проводимых правительственными войсками зачисток.
В настоящее время жители занимаются сельским хозяйством, животноводством, лесным хозяйством и пчеловодством, а также с торговлей и услугами.
В 1974 году был создан штат Кинтана-Роо, были сформированы муниципалитеты, а поселение получило статус административного центра образованного муниципалитета Ласаро-Карденас.

## Население
| Год  | Численность | Численность |
| ---- | ----------- | ----------- |
| 2000 | 5782        | [ 6 ]       |
| 2005 | 6383        | [ 7 ]       |
| 2010 | 7150        | [ 8 ]       |
| 2020 | 8135        | [ 9 ]       |